# Alfons Maria Jakob
Alfons Maria Jakob, né le 2 juillet 1884 à Aschaffenbourg en royaume de Bavière et mort le 17 octobre 1931 à Hambourg, est un neurologue allemand, à l'origine de la découverte de la maladie de Creutzfeldt-Jakob.

## Biographie
Il étudia la médecine aux universités de Berlin, Munich et Strasbourg où il obtint son doctorat en 1908. En 1909, il débute son activité clinique sous la direction du psychiatre Emil Kraepelin et exerce en laboratoire à Munich, sous la direction de Franz Nissl et Alois Alzheimer.
En 1911, il s’installe à Hambourg pour travailler avec Theodor Kaes et devient chef du laboratoire d'anatomie pathologique de l'hôpital d'État de Hambourg-Friedrichsberg. Après la mort de Kaes en 1913, il lui succède à la tête de ce département. Après avoir servi dans l'armée allemande durant la Première Guerre mondiale, il revient à Hambourg et gravit les échelons de la carrière universitaire. En 1919, il obtient son diplôme en neurologie et devient professeur en 1924. Sous sa direction, le département connait une croissance rapide. Il a apporté des contributions significatives sur la compréhension des commotions cérébrales et la dégénérescence nerveuse secondaire. A cette époque, il devient le doyen de la neuropathologie.
Jakob a publié cinq monographies et plus de soixante-quinze ouvrages. Ses études en neuropathologie ont grandement contribué à la définition de diverses maladies, dont la sclérose en plaques et l'ataxie de Friedreich. Il fut le premier à reconnaître la maladie d'Alper (syndrome de déplétion de l'ADN mitochondrial) et une maladie de dégénérescence du système nerveux central qui portera le nom de maladie de Creutzfeldt-Jakob (étiologie et histologie étudiée en collaboration avec le Pr Hans Gerhard Creutzfeldt). Il a aussi acquis une certaine expérience sur la neurosyphilis, par le biais des 200 patients admis dans un service exclusivement dédié à cette maladie.
Jakob a fait une tournée de conférences aux États-Unis (1924) et en Amérique du Sud (1928), qui lui permirent de rédiger un article sur la neuropathologie de la fièvre jaune.

Au cours des sept dernières années de sa vie, il a souffert d'ostéomyélite chronique, qui a finalement provoqué un abcès et une paralysie de l'iléon, entraînant sa mort après une opération chirurgicale.